# Laja (plaats in Rusland)
Laja (Russisch: Лая) is een plaats (selo) in het noorden van het gemeentelijk district Prigorodny van de Russische oblast Sverdlovsk. De plaats ligt aan de gelijknamige rivier de Laja (zijrivier van de Tagil) op iets ten noorden van de stad Nizjni Tagil. De plaats wordt ook wel Bolsjaja Laja ("grote Laja") genoemd om het te onderscheiden van de nederzetting Malaja Laja ("kleine Laja") ten noorden ervan.

## Geschiedenis
De plaats werd gesticht in 1726 door immigranten van de rivier de Kerzjenets (nu oblast Nizjni Novgorod). Door Akinfi Demidov werd er eerder in 1722 al een ijzerfabriek gebouwd, waarna veel oudgelovige immigranten uit het gouvernement Tsjernigov naar de plaats kwamen. In 1842 kreeg de plaats de status van selo, toen de lokale kapel ook de status van 'kerk' kreeg.
In de plaats staan op een afstand van ongeveer 1,5 kilometer twee ijzerfabrieken; Nizjni Lajski (beneden-Laja) en Verchne-Lajski (boven-Laja). Rond 1770 woonden er rondom elke fabriek ongeveer 170 mensen en lagen er nog 50 huizen op ongeveer 7 wersten van de Verchne-Lajski-fabriek. In de loop van de tijd groeiden de nederzettingen aan elkaar. De beide fabrieken werden gesloten in 1909. Van de Nizjni Lajski-fabriek is nog een gedeelte overgebleven.
In 1930 werd de kolchoz Novy Byt ("nieuwe manier van leven") gesticht bij de plaats, die vervolgens werd omgezet naar de sovchoz Lajski.